# Mirra Andreeva
Mirra Aleksandrovna Andreeva (en russe : Мирра Александровна Андреева, prononcé Andreïeva), née le 29 avril 2007 à Krasnoïarsk, est une joueuse de tennis russe, professionnelle depuis 2022. En 2025, à 17 ans, elle remporte coup sur coup le WTA 1000 de Dubaï et celui d'Indian Wells, et accède à la 6e place mondiale. En juillet, à 18 ans, elle est 5e mondiale.

## Enfance
Née le 29 avril 2007 à Krasnoïarsk, en Sibérie, elle est la fille de Raisa et Aleksandr Andreev. Elle a une sœur, Erika, de trois ans son aînée.
Mirra suit les entraînements et les matchs d'Erika, qui joue au tennis. Pour sa part, la cadette ne commence réellement à jouer qu'à six ans,. Comme sa sœur, elle est formée au club Tennis Hall de Krasnoïarsk par Marina Pavlova. À neuf ans, elle commence à briller dans les tournois. À onze ans, elle est sélectionnée dans l'équipe junior russe.
À Krasnoïarsk, l'entraînement se fait en salle durant tout l'hiver, et la surface est le teraflex, un revêtement qui n'est pas utilisé en compétition. Pour ces raisons, Erika et Mirra en viennent à s'entraîner l'été à Sotchi, au bord de la mer Noire, et l'hiver à Moscou, à l'académie J-Pro. Mais les déplacements en avion jusqu'à Moscou sont épuisants. Pour que les deux filles bénéficient de meilleures conditions d'entraînement, la famille quitte la Sibérie. Elle s'installe à Sotchi. Erika et Mirra y sont entraînées par Kirill Kryukov.

## Carrière junior
De très petite taille par rapport aux filles de son âge, Mirra doit pallier son déficit de puissance. Elle met au point « sa » façon de gagner. « Sans pouvoir taper fort, dira-t-elle en 2025, mais en courant, en étant solide en défense et en contrant. C'est comme ça que je joue depuis que je suis petite. » En 2019, elle remporte le Junior Orange Bowl chez les moins de 12 ans.
Chez les juniors, elle connaît une saison 2021 prolifique (50 victoires pour seulement 11 défaites), remportant notamment en octobre le J2 de Vigo. Elle atteint alors le 14e rang mondial. La même année, sa sœur Erika est finaliste à Roland-Garros junior. En 2022, Mirra ne dispute que cinq tournois junior, avec pour meilleur résultat un quart de finale à Roland-Garros et à l'US Open. En 2023, elle est finaliste de l'Open d'Australie, s'inclinant de peu face à sa compatriote Alina Korneeva après 3 h 18 de combat (62-7, 6-4, 7-5).
Le 29 mai 2023, elle est 1re du classement ITF junior. Elle aura gagné trois titres ITF junior.

## Carrière professionnelle

### 2022:1reapparitionsur le circuit WTA
En 2022, les sœurs Andreeva quittent Sotchi pour s'entraîner à l'Elite Tennis Center de Jean-René Lisnard à Cannes.
Mirra dispute ses premiers tournois professionnels en février 2022 et rencontre le succès en avril avec deux titres sur la terre battue d'Antalya (15 000 $) : le premier face à l'Italienne Martina Colmegna par  6-7, 6-0, 6-2 et le second face à l'Allemande Silvia Ambrosio en 7-5, 6-2.
Fin juillet, elle s'impose à El Espinar (25 000 $), en étant issue des qualifications, face à l'Espagnole Eva Guerrero Alvarez par 6-4, 6-2, puis en novembre à Meitar (60 000 $) face à la tête de série no 1 Rebecca Peterson (6-1, 6-4). Lors de ce tournoi, elle ne concède que 15 jeux en cinq matchs et devient, à 15 ans, la troisième plus jeune joueuse à remporter un tournoi de cette catégorie.
Après ces quatre titres ITF, elle bénéficie en octobre d'une wild card pour disputer son premier tournoi sur le circuit principal, à Monastir (WTA 250). Elle s'incline au premier tour devant Anastasia Potapova (3-6, 7-64, 3-6).

### 2023:8ede finale à Wimbledon, entrée dans le Top 50
En avril 2023, elle remporte encore deux titres ITF : à Chiasso (60 000 $), face à Céline Naef, puis à Bellinzone (60 000 $), face à Fiona Ferro.
Toujours en avril, elle reçoit une invitation pour le tournoi de Madrid, son premier WTA 1000, où elle écarte trois joueuses du top 50, Leylah Fernandez (49e, 6-3, 6-4), Beatriz Haddad Maia (14e, 7-66, 6-3) et, le jour de ses 16 ans, Magda Linette (19e, 6-3, 6-3). En huitième de finale, elle s'incline face à la no 2 mondiale Aryna Sabalenka en 3-6, 1-6. La semaine suivante, elle passe de la 194e à la 146e place mondiale.
Elle bénéficie alors d'une Wild Card pour le tournoi de Paris Racing (WTA 125). Elle est sortie au deuxième tour par Kamilla Rakhimova en deux sets.

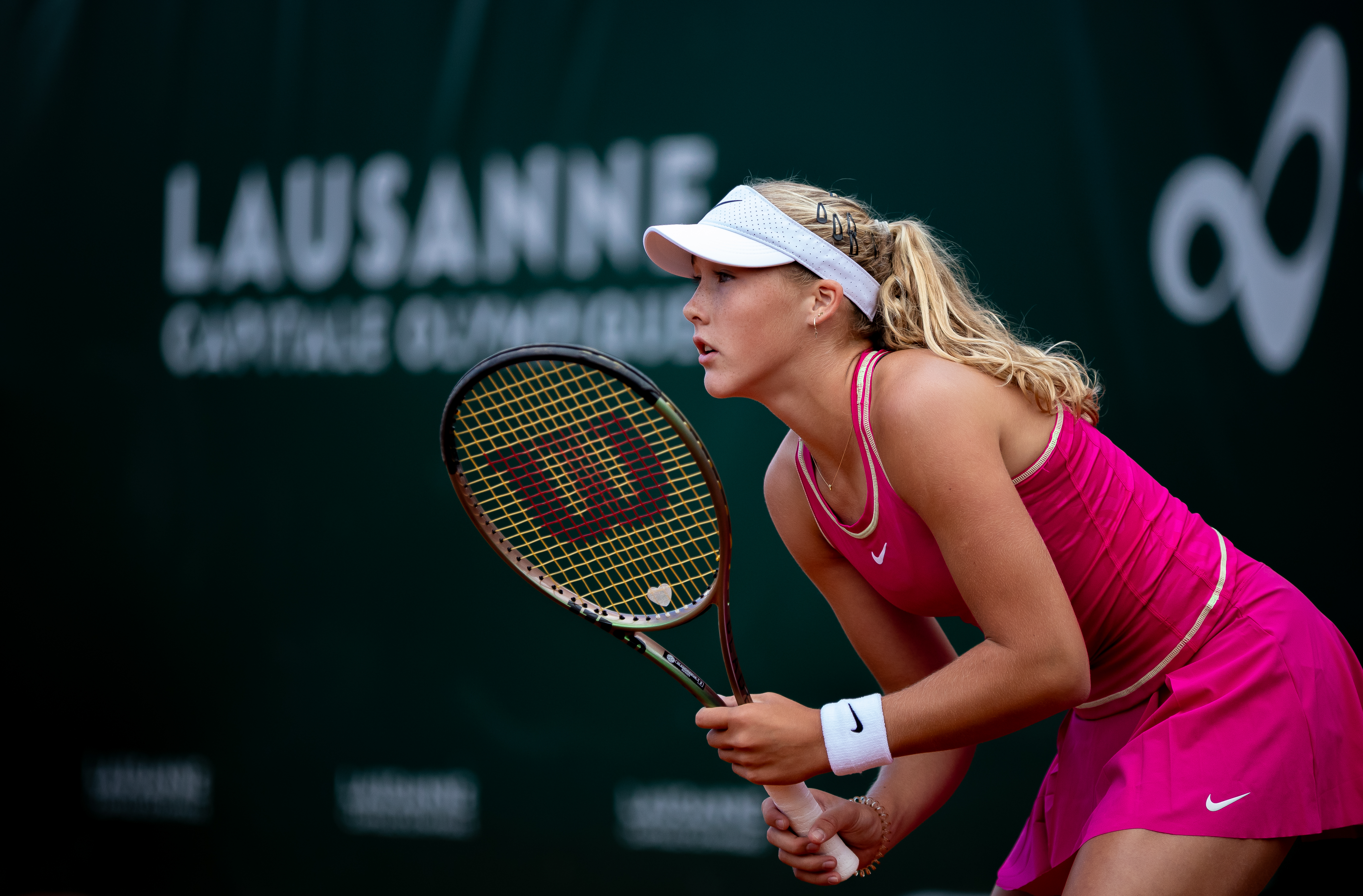
Au deuxième tour du Ladies Open de Lausanne 2023.

À Roland-Garros, 143e mondiale, Andreeva se qualifie sans perdre une seule manche, et passe facilement les deux premiers tours du tableau principal (6-2, 6-1 contre Alison Riske et 6-1, 6-2 contre Diane Parry). Au troisième tour, elle affronte la puissante Coco Gauff, 6e mondiale et finaliste l'année précédente. Andreeva, créative, décisive sur les points importants, remporte le premier set au tie break (7-65). Elle se laisse ensuite gagner par la nervosité, se déconcentre et semble accuser le coup physiquement dans ce qui est son sixième match du tournoi. Moins intense, moins précise, elle est dominée dans les deux sets suivants (1-6, 1-6). Le 12 juin, elle est classée 101e mondiale.
À Wimbledon, issue des qualifications, elle écarte Xiyu Wang au premier tour, la tête de série no 10 Barbora Krejčíková au deuxième et Anastasia Potapova au troisième. En huitième de finale, elle est battue en trois sets par Madison Keys. Le 17 juillet, elle intègre le Top 100 (66e).

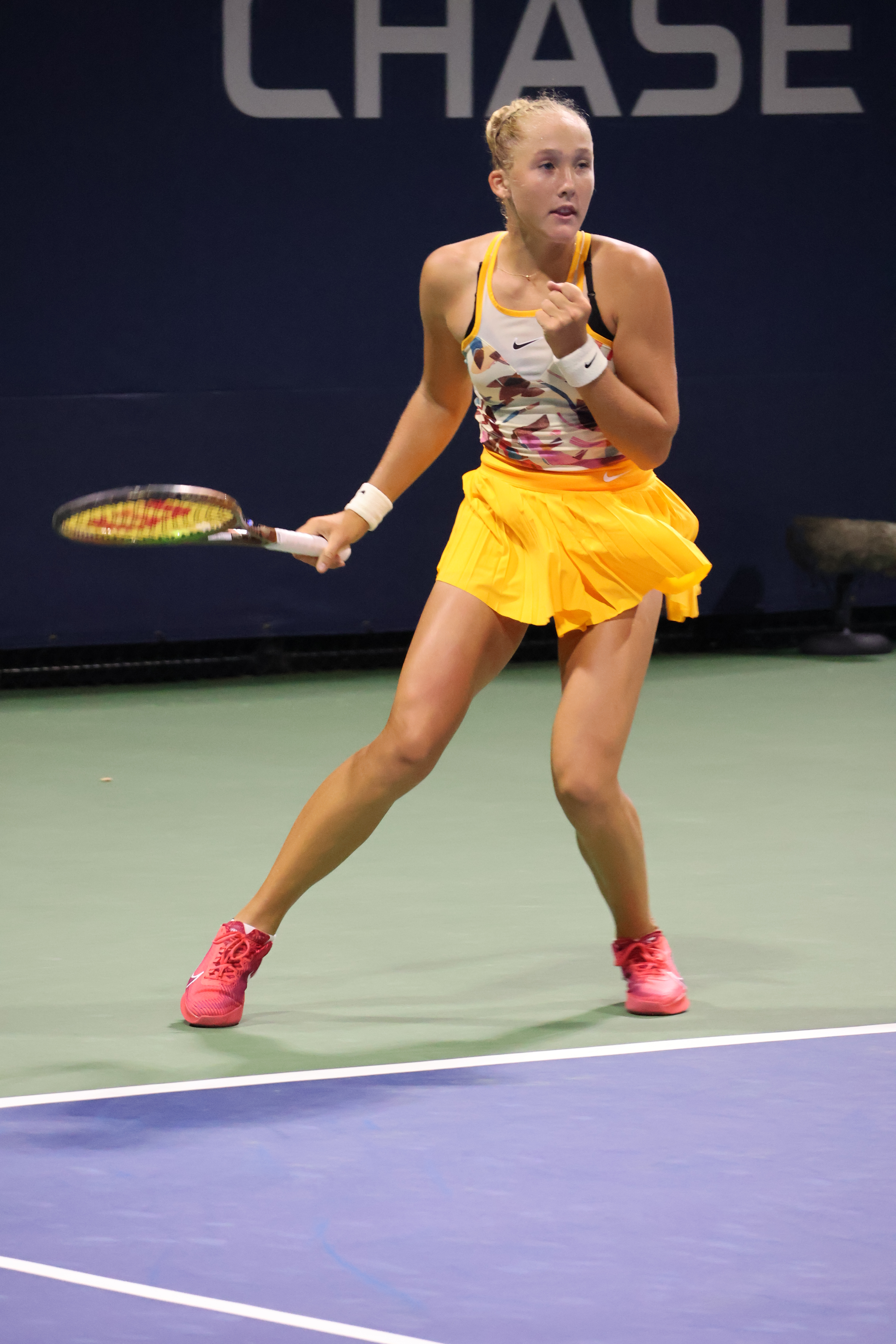
Au premier tour de l'US Open 2023.

En août, à Cleveland, elle est défaite au deuxième tour par Sloane Stephens (3-6, 3-6). À l'US Open, elle retrouve Coco Gauff au deuxième tour. Cette fois, l'Américaine en vient à bout plus facilement (6-3, 6-2). Le 11 septembre, Andreeva est classée 57e mondiale.
À Pékin, issue des qualifications, elle s'impose au premier tour (6-2, 6-2) face à Barbora Krejčíková, 12e mondiale et ancienne no 2. Au deuxième tour, elle dispose tout aussi facilement (6-2, 6-1) d'Anastasia Pavlyuchenkova. Au troisième tour, face à la no 5 mondiale, Elena Rybakina, elle mène d'abord 6-2, 4-2, avant de subir la loi de son adversaire, et de s'incliner (6-2, 4-6, 1-6). Le 9 octobre, elle fait son entrée dans le Top 50 (50e).
En décembre, elle quitte l'Elite Tennis Center. Elle s'entraîne maintenant à l'All in Academy, à Villeneuve-Loubet, près de Nice. Kirill Kryukov, qui l'a formée à Sotchi, redevient son entraîneur, et va voyager avec elle.

### 2024: premier titre WTA, demi à Roland-Garros, médaille aux JO, entrée dans letop 20
Elle commence l'année 2024 à la 58e place. À Brisbane, elle passe facilement les trois premiers tours — se défaisant notamment au deuxième de la no 15 mondiale Liudmila Samsonova (6-2, 6-1),,,,, —, et atteint pour la première fois les quarts de finale d'un tournoi WTA. Elle s'incline devant Linda Nosková, 5-7, 3-6.
Au deuxième tour de l'Open d'Australie, elle signe sa première victoire sur une top 10 en dominant nettement son « idole », Ons Jabeur, no 6 mondiale (6-0, 6-2, 54 minutes de jeu). Au troisième tour, face à Diane Parry, elle est menée 5-1 dans le troisième set. Elle réussit à remonter à 6-6 — en sauvant une balle de match, à 5-2 —, et s'impose (1-6, 6-1, 7-6) dans le super tie-break (10-5). Pour Andy Murray, « peut‐être que la raison pour laquelle elle a retourné le match est sa force mentale. Peut‐être a‑t‐elle renversé la vapeur parce qu'elle est dure avec elle‐même et qu'elle exige davantage d'elle‐même lorsqu'elle perd ou qu'elle joue mal ? » En huitième de finale, elle retrouve Barbora Krejčiková, 11e mondiale, qu'elle a battue à Pékin trois mois plus tôt. La Tchèque prend sa revanche (4-6, 6-3, 6-2). Le 12 février, Andreeva est classée 33e.
En février à Dubaï et en mars à Indian Wells, elle sort au premier tour,. Fin mars, à Miami, blessée au poignet droit, elle déclare forfait.
Elle retrouve les courts à la mi-avril, à Rouen (WTA 250). Elle atteint les quarts de finale, où elle s'incline face à Anhelina Kalinina (4-6, 5-7). Elle révèle être entraînée depuis deux ou trois semaines, toujours à l'All in Academy, par l'ancienne no 2 mondiale Conchita Martínez — intérim pouvant éventuellement devenir collaboration sur le long terme.
Au deuxième tour du tournoi de Madrid, elle prend sa revanche (4-6, 6-3, 6-3) sur Linda Nosková qui l'avait battue à Brisbane. Au troisième tour, elle remporte sa deuxième victoire sur une top 10 en disposant de Markéta Vondroušová, no 7 mondiale (7-5, 6-1). En huitième de finale, le jour de son 17e anniversaire, elle défait la no 13 mondiale Jasmine Paolini (7-62, 6-4). Elle accède ainsi à son premier quart en WTA 1000. Elle y retrouve la no 2 mondiale Aryna Sabalenka qui, l'année précédente à Madrid, l'avait stoppée net en huitième. Une nouvelle fois, Andreeva ne peut rien face à la puissance de la Biélorusse. Elle doit céder, sans même s'être procuré une balle de break (1-6, 4-6).
En mai, à Rome, elle est nettement battue (2-6, 3-6) dès le premier tour par Paula Badosa, ancienne no 2 mondiale, descendue à la 126e place pour cause de blessure chronique.
Au deuxième tour de Roland-Garros, elle affronte Victoria Azarenka, ancienne no 1 mondiale. Au terme d'une « belle bataille », Andreeva l'emporte (6-3, 3-6, 7-5). Au troisième tour, elle se défait aisément de Peyton Stearns (6-2, 6-1). Elle s'achemine donc vers le troisième de ses huitièmes de Grand Chelem — disputés sur trois surfaces différentes. Dans un match accroché face à Varvara Gracheva, elle fait preuve de beaucoup de sang-froid aux moments difficiles, et maîtrise son adversaire (7-5, 6-2), atteignant pour la première fois les quarts de finale d'un Grand Chelem. Ce sera contre la no 2 mondiale Aryna Sabalenka, qui, en deux rencontres, l'a battue deux fois. Après deux heures trente d'un combat intense, très indécis, elle arrache la victoire (65-7, 6-4, 6-4) et accède à la demi-finale. Elle devient ainsi la plus jeune joueuse à atteindre ce stade d'un Grand Chelem depuis Martina Hingis à l'Open d'Australie en 1997. Associée à Vera Zvonareva, elle s'est qualifiée en outre pour les quarts de finale du double, mais le duo déclare forfait. La demi-finale du simple l'oppose à Jasmine Paolini, 15e mondiale, qu'elle a battue à Madrid cinq semaines plus tôt. Cette fois-ci, dépassée par l'événement, elle n'entre pas dans le match. Multipliant les fautes directes (30, dont 20 en revers, habituellement son coup fort), elle reste sans solution. Elle est nettement dominée (3-6, 1-6). Le 10 juin, elle est classée 23e mondiale.

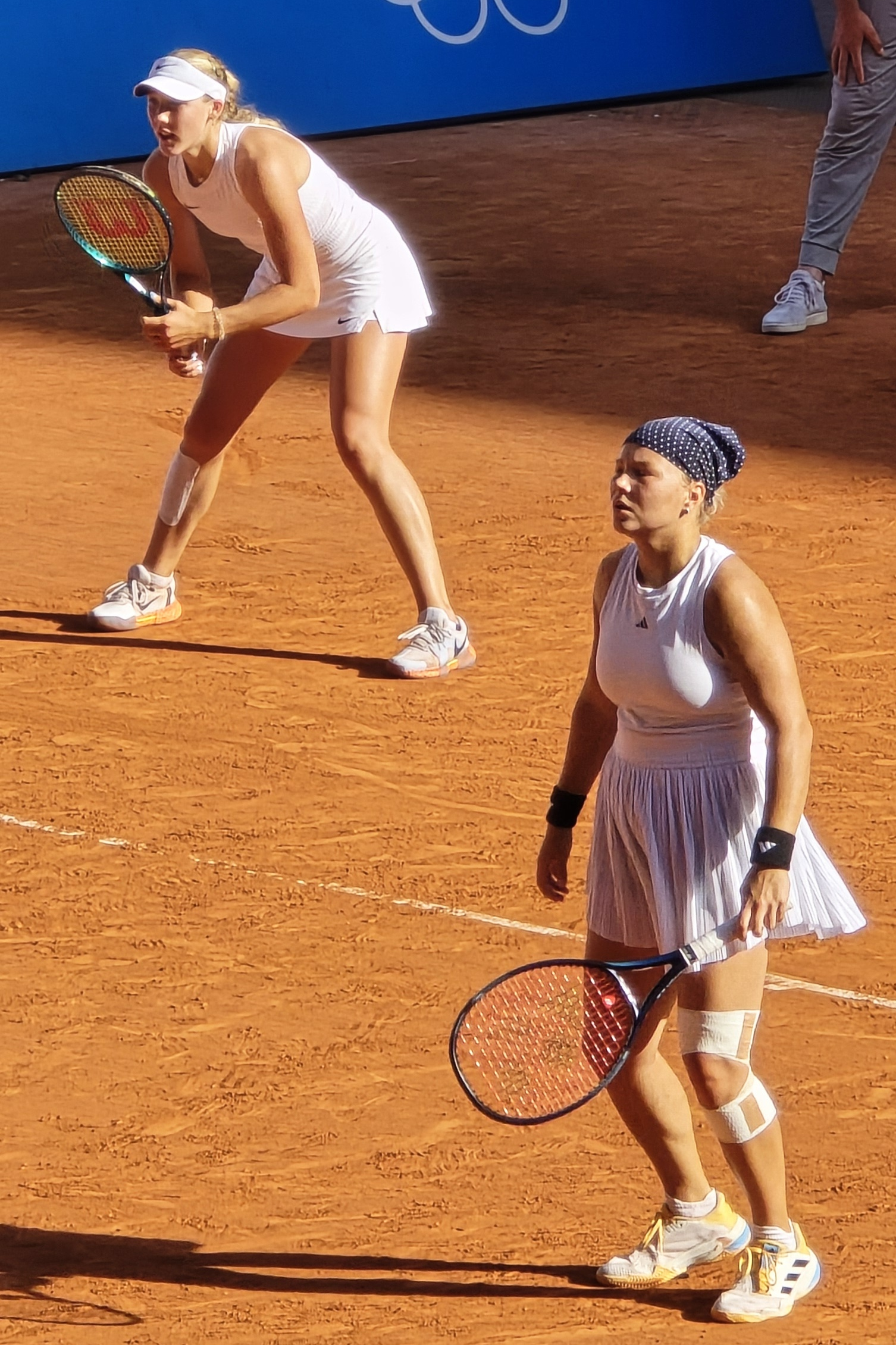
Jeux olympiques 2024. En finale du double avec, à droite, Diana Shnaider.

Elle sort au premier tour de Bad Hombourg devant Dayana Yastremska, 27e mondiale (6-4, 4-6, 3-6). Elle s'incline également dès le premier tour à Wimbledon, face à Brenda Fruhvirtová, une joueuse de son âge, 88e mondiale (6-1, 3-6, 2-6). À Iași, elle parvient sans encombre à la demi-finale, où elle connaît des difficultés face à la Serbe Olga Danilović, 148e mondiale. Menée 2-5 dans le troisième set, Andreeva sauve deux balles de match et l'emporte au jeu décisif (3-6, 6-3, 7-61) pour atteindre sa première finale WTA. Elle profite de l'abandon de sa compatriote Elina Avanesyan au bout du troisième set (5-7, 7-5, 4-0 ab.) pour remporter son premier titre en carrière.
Aux Jeux olympiques, elle sort dès le premier tour en simple, ainsi qu'en double mixte avec Daniil Medvedev. En double, elle est associée pour la première fois à Diana Shnaider. La paire crée la surprise en quart de finale en disposant des Tchèques Barbora Krejčíková et Kateřina Siniaková (6-1, 7-5), toutes deux anciennes no 1 du double, championnes olympiques en titre et favorites pour la médaille d'or. En demi-finale, Andreeva et Shnaider s'imposent facilement face aux Espagnoles Cristina Bucșa et Sara Sorribes Tormo (6-1, 6-2). En finale, opposées aux Italiennes Sara Errani et Jasmine Paolini, elles s'inclinent au super tie-break (6-2, 1-6 [7-10]) et doivent se contenter de la médaille d'argent.
À Cincinnati, Andreeva se défait de la 13e mondiale, l'Américaine Emma Navarro (6-2, 6-2), de l'ancienne numéro un Karolína Plíšková (6-2, 6-3) et de la numéro cinq Jasmine Paolini (3-6, 6-3, 6-2). En quart, elle rencontre pour la première fois la numéro un mondiale Iga Świątek, à qui elle va donner du fil à retordre. Andreeva gagne le premier set, Świątek le deuxième. Dans le troisième set, le débat est tendu. Aucune des deux joueuses ne concède de break. Au plus mauvais moment, à 5-5, Andreeva multiplie les fautes directes, se fait breaker, et Świątek remporte le match sur son propre service (4-6, 6-3, 7-5). La numéro un reconnaît : « Elle a 17 ans, mais j'ai l'impression que nous jouions au même niveau […] Ce n'était pas facile, c'est sûr. » Le 19 août, Andreeva est 21e mondiale.
Au deuxième tour de l'US Open, elle est nettement dominée par Ashlyn Krueger, 59e mondiale (1-6, 4-6).
Fin septembre, à Pékin, elle écarte au troisième tour Donna Vekić, 20e mondiale (3-6, 6-4, 6-4). En 1/8, elle défait Magda Linette (6-1, 6-3). En 1/4, face à Zheng Qinwen, 7e mondiale et récente championne olympique, elle mène 4-0 dans le premier set, qu'elle finit par remporter malgré une remontée de la Chinoise. Zheng domine le deuxième set, au point d'infliger à Andreeva son premier 0-6 sur le circuit principal. Dans la troisième manche, la Russe mène 4-2, lorsque Zheng se ressaisit et remporte quatre jeux de suite. Andreeva est battue (7-5, 0-6, 4-6). Le 7 octobre, elle entre dans le top 20 (19e). En octobre, au deuxième tour de Wuhan, elle est opposée pour la première fois à sa sœur Erika, 70e mondiale. Celle-ci l'emporte (6-3, 6-1). À Ningbo, elle profite de l'abandon de Barbora Krejčíková en quart (7-65, 3-2) et de Karolína Muchová en demi (6-2, 1-0). En finale, elle s'incline face à Daria Kasatkina (0-6, 6-4, 4-6). Le 28 octobre, elle est 16e mondiale.
Depuis la mi-saison, elle prend du muscle, gagne en puissance, et sa première balle devient redoutable. Au début de leur collaboration, Conchita Martínez la trouve « solide, mais trop passive, un peu trop loin de la ligne de fond ». Elle lui fait travailler son jeu de jambes et sa mobilité, mais aussi son coup droit, pour la rendre plus agressive. Elle cherche à renforcer « sa lecture du jeu et sa prise de décision ». Martínez est très admirative devant sa joueuse, qui apprend vite et met tout de suite en application, car elle est dotée de bonnes capacités d'analyse. Ce qui la distingue surtout, dit la coach, est son mental. Elle a énormément de confiance en elle, une âme de gagnante, qui refuse la défaite, qui a « toujours la certitude qu'elle peut gagner ».

### 2025:1erstitresen double,1erstitresWTA 1000à Dubaï et Indian Wells,5emondiale
En 2025, à Brisbane, elle se défait de Linda Nosková au 3e tour (6-3, 6-0) et d'Ons Jabeur en quart (6-4, 7-62). Elle est dominée en demi par la première mondiale, Aryna Sabalenka (3-6, 2-6). En double, elle est associée pour 2025 à sa partenaire des Jeux olympiques, Diana Shnaider — principalement dans les Grands Chelems et les WTA 1000. Le duo remporte le titre à Brisbane, face à Priscilla Hon et Anna Kalinskaya (7-66, 7-5). De même que pour Shnaider, il s'agit du premier titre en double d'Andreeva. Le 6 janvier, elle est 15e mondiale en simple.
Comme l'année précédente, elle parvient en deuxième semaine de l'Open d'Australie, ayant éliminé la Tchèque Marie Bouzková (6-3, 6-3) et laissé une manche à la Japonaise Moyuka Uchijima (6-4, 3-6, 7-6) et à la Polonaise Magdalena Fręch (6-2, 1-6, 6-2). En huitième, elle rencontre pour la seconde fois en quelques semaines Aryna Sabalenka, double tenante du titre, contre qui elle s'incline de nouveau (1-6, 2-6). En demi-finale du double, Andreeva et Schnaider échouent devant la paire Kateřina Siniaková-Taylor Townsend (7-64, 4-6, 3-6).
Andreeva joue pour la première fois le tournoi de Doha mi-février. Elle vainc laborieusement l'Américaine Katie Volynets (4-6, 7-6, 6-4), avant de tomber face à la Slovaque Rebecca Šramková (6-3, 3-6, 5-7). En double, Andreeva et Shnaider sont sorties en demi-finale par Sara Errani et Jasmine Paolini. Le 17 février, Andreeva est 14e mondiale en simple.
À Dubaï, elle écarte successivement Elina Avanesyan (6-2, 6-1), Markéta Vondroušová (7-5, 6-0) et Peyton Stearns (6-1, 6-1). En quart, elle domine la no 2 mondiale Iga Świątek (6-3, 6-3). Sa première demi-finale de WTA 1000 l'oppose à la no 7 Elena Rybakina. Andreeva gagne le duel (6-4, 4-6, 6-3), devenant la plus jeune joueuse qualifiée pour la finale d'un WTA 1000. Elle est aussi la plus jeune, depuis Maria Sharapova en 2004, à défaire en un tournoi trois gagnantes de Grand Chelem (Vondroušová, Świątek et Rybakina). En finale, son adversaire est la Danoise Clara Tauson, 38e mondiale, joueuse puissante et agressive, auteure elle aussi d'un très beau parcours à Dubaï. Andreeva s'impose (7-61, 6-1). À 17 ans et 299 jours, elle est la plus jeune joueuse à remporter un WTA 1000. Seule teenager du top 100, elle entre pour la première fois dans le top 10, à la 9e place, le 24 février.
En mars, à Indian Wells, elle va croiser des adversaires qu'elle a déjà battues à Dubaï. Elle l'emporte face à Varvara Gracheva, (7-5, 6-4), Clara Tauson (6-3, 6-0), la no 7 Elena Rybakina (6-1, 6-2) et Elina Svitolina (7-5, 6-3). En demi-finale, elle écarte pour la deuxième fois de suite la no 2 Iga Świątek, double tenante du titre (7-61, 1-6, 6-3). En finale, elle est opposée à la puissante no 1 mondiale Aryna Sabalenka, qui l'a défaite quatre fois en cinq rencontres, dont deux fois en début de saison.  Andreeva est laminée dans le premier set (2-6). Mais elle breake d'entrée dans le deuxième, et va prendre le dessus mentalement. Armée d'un service de qualité, variant son jeu, calme dans les moments oppressants, plus constante que son adversaire, solide en défense,, elle s'impose (2-6, 6-4, 6-3). Le 17 mars, elle est 6e mondiale.
À Miami, opposée à Veronika Kudermetova, elle aligne une 13e victoire consécutive (6-0, 6-2), avant de trébucher au troisième tour sur Amanda Anisimova (65-7, 6-2, 3-6). En double, Andreeva et Shnaider remportent leur deuxième titre en s'imposant en finale devant Cristina Bucșa et Miyu Kato (6-3, 65-7 [10-2]). Le 31 mars, Andreeva entre dans le top 20 du double (18e).
À Stuttgart, elle est sortie dès le deuxième tour par Ekaterina Alexandrova (3-6, 2-6). Elle arrive comme l'année passée en quarts de finale à Madrid fin avril, ne perdant aucun set contre Marie Bouzková (6-3, 6-4), Magdalena Fręch (7-5, 6-3) et la qualifiée Yulia Starodubtseva (6-1, 6-4) qui joue pour la première fois le tournoi. Le lendemain de son 18e anniversaire, elle rencontre une autre jeune en quarts, Coco Gauff, et comme lors de leurs deux derniers affrontements, elle s'incline (5-7, 1-6) contre l'Américaine, numéro quatre mondiale et ancienne finaliste à Roland-Garros.
En mai, à Rome, elle écarte Linda Nosková au troisième tour (6-1, 7-5) et Clara Tauson en huitième (5-7, 6-3, 6-2). En quart, elle est battue pour la quatrième fois en quatre rencontres par Coco Gauff, no 3 mondiale (4-6, 65-7). En double, Shnaider et Andreeva accèdent à la demi-finale, où elles sont dominées par la paire Errani-Paolini (6-4, 6-4).
À Roland-Garros, elle passe les quatre premiers tours sans concéder un set face à Cristina Bucșa (6-4, 6-3), Ashlyn Krueger (6-3, 6-4), Yulia Putintseva (6-3, 6-1) et Daria Kasatkina (6-4, 7-5). En quart, elle est opposée à la révélation du tournoi, particulièrement à l'aise sur terre battue, l'invitée Loïs Boisson, 361e mondiale, qui a défait au tour précédent la no 3 Jessica Pegula. Fébrile durant tout le match (9 doubles fautes), Andreeva réussit néanmoins dans la première manche à faire abstraction de l'enjeu et de l'attitude irrespectueuse du public. Mais, dans le deuxième set, alors qu'elle mène 3-0, « avec la pression du match et du public, c'est devenu un peu plus dur. » Ses nerfs lâchent, elle perd confiance dans certains de ses coups. Boisson s'octroie les six derniers jeux et remporte le match (7-66, 6-3). « La leçon à tirer, reconnaît Andreeva, c'est qu'il faut que je sois comme j'ai été au premier set […] J'ai encore beaucoup à apprendre. » En demi-finale du double, Andreeva et Schnaider sont battues par Errani et Paolini (6-0, 6-1).
Elle aborde la saison sur herbe à Berlin, où elle est sortie au premier tour par Magdalena Fręch, 25e mondiale (6-2, 5-7, 0-6), encaissant même le premier 0-6 de sa carrière professionnelle dans une manche décisive. Elle, qui avait atteint les huitièmes à Wimbledon deux ans plus tôt, semble à présent avoir des difficultés sur herbe : l'année précédente elle s'est déjà inclinée dès le premier tour à Bad Homburg et à Wimbledon. Elle estime que deux ans plus tôt elle entrait dans un match en se contentant de faire de son mieux, alors que maintenant, voulant à tout prix gagner, elle contrôle mal sa nervosité. Elle remporte un match à Bad Homburg, renversant la Danoise Clara Tauson (3-6, 6-3, 6-1) mais perd le suivant contre une autre jeune joueuse, la Tchèque Linda Nosková qui bat sa première top 10 sur gazon à cette occasion (3-6, 3-6).

À Wimbledon, elle reprend confiance. Elle élimine Mayar Sherif (6-3, 6-3), Lucia Bronzetti (6-1, 7-64) et Hailey Baptiste (6-1, 6-3). En huitième, elle domine Emma Navarro, 10e mondiale (6-2, 6-3). Elle accède pour la première fois aux quarts de Wimbledon. Son adversaire est Belinda Bencic, 35e mondiale, qui effectue un magnifique retour vers le haut niveau après une grossesse. Bencic l'emporte (7-63, 7-62, 10 fautes directes dans le deuxième set, contre 21 pour Andreeva). Le 14 juillet, Andreeva est 5e mondiale. Elle dispute pour la première fois l'Open du Canada fin juillet et passe directement au troisième tour, profitant du forfait de l'ancienne championne Bianca Andreescu, mais s'inclinant pour son premier match à Toronto contre McCartney Kessler qui joue comme elle pour la première fois le tournoi canadien (6-7, 4-6).

## Style de jeu
Malgré son jeune âge, Mirra Andreeva développe une certaine puissance dans ses coups. Assez polyvalente, elle peut vite se changer en joueuse de contre en s'appuyant à bon escient sur la puissance de la frappe adverse. Dotée d'un service puissant (202,78 km/h contre Iga Świątek à Indian Wells 2025) et souvent très efficace, elle ne laisse que très peu de temps aux joueuses adverses pour installer leur jeu. Malgré sa polyvalence, son tennis s'épanouit tout particulièrement sur surface rapide.
Lors de l'entrée d'Andreeva dans le top 10, à 17 ans, le journaliste Rémi Bourrières juge que sa « maîtrise technique » et sa « maturité tactique » détonnent un peu dans le tennis des années 2020, plutôt porté sur la puissance. Jean-René Lisnard, qui fut l'entraîneur d'Andreeva en 2022 et 2023, observe que, « par rapport à beaucoup d’autres joueuses, elle contrôle la balle, elle comprend le jeu, et ça, c’est beaucoup plus dur à faire que de mettre des « cachous » dans tous les sens. » Le revers d'Andreeva est souvent regardé comme son arme fatale. Lisnard rectifie : « Même si son revers est effectivement un coup très sûr, sa force, c’est surtout qu’elle sait tout faire. Elle est capable de contenir la puissance de l’autre, mais elle est aussi capable de tenir longtemps l’échange à une cadence élevée. En plus, elle sert bien, elle a de la puissance et un bon kick. Elle pourrait peut-être transférer un peu plus vers l’avant. Mais, tennistiquement, c’est extrêmement complet ». Pour autant, Lisnard ne voit pas en la jeune fille de 17 ans le phénomène de précocité que l'on décrit volontiers : des joueuses ont été plus fortes qu'elle en junior, à âge égal, et peinent aujourd'hui à répondre aux attentes qu'elles ont suscitées. Bien des paramètres peuvent influer sur les résultats (mental, entourage, blessures, etc.) Lisnard ne veut donc pas jouer les prophètes en ce qui concerne Andreeva. Il retient seulement que, « sur le plan tennistique, c’est elle la meilleure du monde. Et il n’y a pas photo. »

## Palmarès

### Titres en simple dames
| No | Date       | Nom et lieu du tournoi                      | Catégorie | Dotation    | Surface      | Finaliste       | Score             |          |
| -- | ---------- | ------------------------------------------- | --------- | ----------- | ------------ | --------------- | ----------------- | -------- |
| 1  | 21-07-2024 | UniCredit Iasi Open, Iași                   | WTA 250   | 267 082 $   | Terre (ext.) | Elina Avanesyan | 5-7, 7-5, 4-0 ab. | Parcours |
| 2  | 16-02-2025 | Dubai Duty Free Tennis Championships, Dubaï | WTA 1000  | 3 654 963 $ | Dur (ext.)   | Clara Tauson    | 7-61, 6-1         | Parcours |
| 3  | 05-03-2025 | BNP Paribas Open, Indian Wells              | WTA 1000  | 8 963 700 $ | Dur (ext.)   | Aryna Sabalenka | 2-6, 6-4, 6-3     | Parcours |

### Finale en simple dames
| No | Date       | Nom et lieu du tournoi | Catégorie | Dotation  | Surface    | Vainqueure      | Score         |          |
| -- | ---------- | ---------------------- | --------- | --------- | ---------- | --------------- | ------------- | -------- |
| 1  | 14-10-2024 | Ningbo Open, Ningbo    | WTA 500   | 922 573 $ | Dur (ext.) | Daria Kasatkina | 6-0, 4-6, 6-4 | Parcours |

### Titres en double dames
| No | Date       | Nom et lieu du tournoi                  | Catégorie | Dotation    | Surface    | Partenaire     | Finalistes                    | Score             |          |
| -- | ---------- | --------------------------------------- | --------- | ----------- | ---------- | -------------- | ----------------------------- | ----------------- | -------- |
| 1  | 29-12-2024 | Brisbane International by Evie Brisbane | WTA 500   | 1 520 600 $ | Dur (ext.) | Diana Shnaider | Priscilla Hon Anna Kalinskaya | 7-66, 7-5         | Parcours |
| 2  | 18-03-2025 | Miami Open presented by Itaú Miami      | WTA 1000  | 8 963 700 $ | Dur (ext.) | Diana Shnaider | Cristina Bucșa Miyu Kato      | 6-3, 65-7, [10-2] | Parcours |

### Finale en double dames
| No | Date       | Nom et lieu du tournoi            | Catégorie     | Dotation | Surface      | Vainqueures                   | Partenaire     | Score            |          |
| -- | ---------- | --------------------------------- | ------------- | -------- | ------------ | ----------------------------- | -------------- | ---------------- | -------- |
| 1  | 27-07-2024 | Summer Olympic Tennis Event Paris | J. olympiques | NC       | Terre (ext.) | Sara Errani · Jasmine Paolini | Diana Shnaider | 2-6, 6-1, [10-7] | Parcours |

## Parcours en Grand Chelem

### En simple dames
| Année | Open d'Australie | Open d'Australie   | Internationaux de France | Internationaux de France | Wimbledon       | Wimbledon          | US Open        | US Open        |
| ----- | ---------------- | ------------------ | ------------------------ | ------------------------ | --------------- | ------------------ | -------------- | -------------- |
| 2023  | —                | —                  | 3e tour (1/16)           | Coco Gauff               | 1/8 de finale   | Madison Keys       | 2e tour (1/32) | Coco Gauff     |
| 2024  | 1/8 de finale    | Barbora Krejčíková | 1/2 finale               | Jasmine Paolini          | 1er tour (1/64) | Brenda Fruhvirtová | 2e tour (1/32) | Ashlyn Krueger |
| 2025  | 1/8 de finale    | Aryna Sabalenka    | 1/4 de finale            | Loïs Boisson             | 1/4 de finale   | Belinda Bencic     |                |                |

N.B. : à droite du résultat se trouve le nom de l'ultime adversaire.

### En double dames
| 2024 | 1er tour (1/32) V. Tomova \|\| style="text-align:left;" \| A. Blinkova A. Sasnovich | 1/4 de finale V. Zvonareva \|\| Forfait                                      | 1er tour (1/32) A. Potapova \|\| style="text-align:left;" \| G. Dabrowski E. Routliffe | 1/8 de finale A. Pavlyuchenkova \|\| style="text-align:left;" \| K. Mladenovic Zhang S. |  |
| 2025 | 1/2 finale D. Shnaider \|\| style="text-align:left;" \| K. Siniaková T. Townsend    | 1/2 finale D. Shnaider \|\| style="text-align:left;" \| S. Errani J. Paolini | 1/8 de finale D. Shnaider \|\| style="text-align:left;" \| S. Cîrsea A. Kalinskaya     |                                                                                         |  |

N.B. : le nom de la partenaire se trouve sous le résultat ; les noms des ultimes adversaires se trouvent à droite.

## Parcours en WTA 1000
Les tournois WTA « Premier Mandatory » et « Premier 5 » (entre 2009 et 2020) et WTA 1000 (à partir de 2021) constituent les catégories d'épreuves les plus prestigieuses, après les quatre levées du Grand Chelem. 

De 2009 à 2023, les tournois Premier Mandatory (dits tournois WTA 1000 obligatoires entre 2021 et 2023) regroupent Indian Wells, Miami, Madrid et Pékin, les autres constituant les tournois Premier 5 (tournois WTA 1000 non-obligatoires). À partir de 2024, le nombre de tournois WTA 1000 passe à 10 par saison (fin de l’alternance Doha / Dubaï), ces derniers devenant tous obligatoires et offrant tous 1000 points à la vainqueure (contre 900 points précédemment pour les tournois Premier 5).

### En simple dames
| Année |       |                            |                            |                             |                             |                            |                           |                           |                          |                            |  |                            |
| Doha  | Dubaï | Indian Wells               | Miami                      | Madrid                      | Rome                        | Canada                     | Cincinnati                | Pékin                     |                          | Wuhan                      |  |                            |
| Doha  | Dubaï | Indian Wells               | Miami                      | Madrid                      | Rome                        | Canada                     | Cincinnati                | Pékin                     | Guadalajara              |                            |  |                            |
| Doha  | Dubaï | Indian Wells               | Miami                      | Madrid                      | Rome                        | Canada                     | Cincinnati                | Pékin                     |                          |                            |  |                            |
| 2023  |       | WTA 500                    |                            |                             |                             | 4e tour (1/8) A. Sabalenka |                           |                           |                          | 3e tour (1/16) E. Rybakina |  |                            |
| 2024  |       |                            | 1er tour (1/32) P. Stearns | 1er tour (1/64) K. Volynets |                             | 1/4 de finale A. Sabalenka | 1er tour (1/64) P. Badosa |                           | 1/4 de finale I. Świątek |                            |  | 2e tour (1/16) E. Andreeva |
| 2025  |       | 2e tour (1/16) R. Šramková | Victoire C. Tauson         | Victoire A. Sabalenka       | 3e tour (1/16) A. Anisimova | 1/4 de finale C. Gauff     | 1/4 de finale C. Gauff    | 3e tour (1/16) M. Kessler |                          |                            |  |                            |

Sous le résultat, l’ultime adversaire.
1. 1 2   Les tournois de Doha et Dubaï alternent le statut de tournoi WTA 1000 (ex Premier 5) entre 2009 et 2023 : les trois premières éditions ont lieu à Dubaï, les trois suivantes à Doha, puis Dubaï accueille le tournoi de cette catégorie les années impaires et Dubaï les années paires. De 2011 à 2023, la ville qui n’accueille pas de WTA 1000 organise à la place un tournoi WTA 500 (ex Premier).
2. 1 2 3 4 5 6 7   L’ordre de déroulement des tournois a évolué depuis 2009 : Rome se dispute avant Madrid et Cincinnati avant Montréal/Toronto jusqu’en 2010, tandis que Tokyo (2009-2013)-Wuhan (2014-2019, 2024-)-Guadalajara (2022-2023) ont lieu avant Pékin jusqu’en 2023.

## Parcours aux Jeux olympiques

### En simple dames
| # | Date       | Nom de l'olympiade         | Surface             | Résultat        | Ultime adversaire | Score    |          |
| - | ---------- | -------------------------- | ------------------- | --------------- | ----------------- | -------- | -------- |
| 1 | 27/07/2024 | Olympic Tennis Event Paris | Terre battue (ext.) | 1er tour (1/32) | Magda Linette     | 6-3, 6-4 | Parcours |

### En double dames
| # | Date       | Nom de l'olympiade         | Surface             | Résultat | Partenaire     | Ultimes adversaires           | Score            |          |
| - | ---------- | -------------------------- | ------------------- | -------- | -------------- | ----------------------------- | ---------------- | -------- |
| 1 | 27/07/2024 | Olympic Tennis Event Paris | Terre battue (ext.) | Argent   | Diana Shnaider | Sara Errani · Jasmine Paolini | 2-6, 6-1, [10-7] | Parcours |

### En double mixte
| # | Date       | Nom de l'olympiade         | Surface             | Résultat       | Partenaire      | Ultimes adversaires          | Score    |          |
| - | ---------- | -------------------------- | ------------------- | -------------- | --------------- | ---------------------------- | -------- | -------- |
| 1 | 29/07/2024 | Olympic Tennis Event Paris | Terre battue (ext.) | 1er tour (1/8) | Daniil Medvedev | Sara Errani Andrea Vavassori | 6-3, 6-2 | Parcours |

## Palmarès ITF

### Titres en simple dames
| No | Date       | Nom et lieu du tournoi                        | Catégorie | Dotation | Surface      | Finaliste            | Score         |          |
| -- | ---------- | --------------------------------------------- | --------- | -------- | ------------ | -------------------- | ------------- | -------- |
| 1  | 10/04/2022 | Antalya Series, Antalya                       | W15       | 15 000 $ | Terre (ext.) | Martina Colmegna     | 6-7 6-0 6-2   | Parcours |
| 2  | 17/04/2022 | Antalya Series, Antalya                       | W15       | 15 000 $ | Terre (ext.) | Silvia Ambrosio      | 7-5 6-2       | Parcours |
| 3  | 31/07/2022 | Open Castilla y León, El Espinar              | W25       | 25 000 $ | Dur (ext.)   | Eva Guerrero Alvarez | 6-4 6-2       | Parcours |
| 4  | 20/11/2022 | Meitar Open, Meitar                           | W60       | 60 000 $ | Dur (ext.)   | Rebecca Peterson     | 6-1 6-4       | Parcours |
| 5  | 16/04/2023 | Axion Open, Chiasso                           | W60       | 60 000 $ | Terre (ext.) | Céline Naef          | 1-6, 7-6, 6-0 | Parcours |
| 6  | 23/04/2023 | Raiffeisen Bellinzona Ladies Open, Bellinzona | W60       | 60 000 $ | Terre (ext.) | Fiona Ferro          | 2-6, 6-1, 6-4 | Parcours |

### Finale en simple dames
| No | Date       | Nom et lieu du tournoi                | Catégorie | Dotation | Surface      | Vainqueure        | Score    |          |
| -- | ---------- | ------------------------------------- | --------- | -------- | ------------ | ----------------- | -------- | -------- |
| 1  | 21/02/2022 | Egypt Women's future, Sharm el Sheikh | W15       | 15 000 $ | Terre (ext.) | Hong Yi Cody Wong | 6-4, 6-1 | Parcours |

## Classements WTA en fin de saison
| Année          | 2022 | 2023 | 2024 |
| Rang en simple | 405  | 46   | 16   |
| Rang en double | –    | 414  | 69   |

Source : (en) Classements de Mirra Andreeva sur le site officiel de la Fédération internationale de tennis

## Records et statistiques

### Confrontations avec ses principales adversaires
Confrontations lors des différents tournois WTA avec ses principales adversaires (5 confrontations minimum et avoir été membre du top 10). Classement par pourcentage de victoires. Situation au 17 mars 2025 :
Les joueuses retraitées sont en gris.
| Joueuse         | Meilleur classement | Confrontations | Victoires | Défaites | Pourcentage de victoires | Dernière confrontation                       |
| --------------- | ------------------- | -------------- | --------- | -------- | ------------------------ | -------------------------------------------- |
| Aryna Sabalenka | 1                   | 6              | 2         | 4        | 33,3                     | victoire (2-6, 6-4, 6-3) à Indian Wells 2025 |

### Victoires sur le top 10
Toutes ses victoires sur des joueuses classées dans le top 10 de la WTA lors de la rencontre.
| Légende         |
| Grand Chelem    |
| Masters         |
| Jeux olympiques |
| WTA 1000        |
| WTA 500         |
| WTA 250         |
| Fed Cup         |

| #  |       |  | Tournoi          | Année | Surface      |                 | Adversaire          | Rang   | Tour           | Score          | Tableau |
| -- | ----- |  | ---------------- | ----- | ------------ | --------------- | ------------------- | ------ | -------------- | -------------- | ------- |
| 1  | no 47 |  | Open d'Australie | 2024  | Dur          |                 | Ons Jabeur          | no 6   | 1/32           | 6-0, 6-2       | Tableau |
| 2  | no 43 |  | Madrid           | 2024  | Terre battue |                 | Markéta Vondroušová | no 7   | 1/16           | 7-5, 6-1       | Tableau |
| 3  | no 38 |  | Roland-Garros    | 2024  | Terre battue |                 | Aryna Sabalenka     | no 2   | 1/4            | 65-7, 6-4, 6-4 | Tableau |
| 4  | no 24 |  | Cincinnati       | 2024  | Dur          |                 | Jasmine Paolini     | no 5   | 1/8            | 3-6, 6-3, 6-2  | Tableau |
| 5  | no 14 |  | Dubaï            | 2025  | Dur          |                 | Iga Świątek         | no 2   | 1/4            | 6-3, 6-3       | Tableau |
| 6  | no 14 |  | Dubaï            | 2025  | Dur          | Elena Rybakina  | no 7                | 1/2    | 6-4, 4-6, 6-3  |                | Tableau |
| 7  | no 11 |  | Indian Wells     | 2025  | Dur          |                 | Elena Rybakina      | no 7   | 1/8            | 6-1, 6-2       | Tableau |
| 8  | no 11 |  | Indian Wells     | 2025  | Dur          | Iga Świątek     | no 2                | 1/2    | 7-61, 1-6, 6-3 |                | Tableau |
| 9  | no 11 |  | Indian Wells     | 2025  | Dur          | Aryna Sabalenka | no 1                | FInale | 2-6, 6-4, 6-3  |                | Tableau |
| 10 | no 7  |  | Wimbledon        | 2025  | Gazon        |                 | Emma Navarro        | no 10  | 1/8            | 6-2, 6-3       | Tableau |